# 981 TCN
981 TCN là một năm trong lịch La Mã.